# École nationale de commerce et de gestion de Tanger
 (août 2018).
Si vous disposez d'ouvrages ou d'articles de référence ou si vous connaissez des sites web de qualité traitant du thème abordé ici, merci de compléter l'article en donnant les références utiles à sa vérifiabilité et en les liant à la section « Notes et références ».
L’École Nationale de Commerce et de Gestion de Tanger (ENCGT) est une école de commerce située au Maroc et dépendante de l'Université Abdelmalek Essaadi(#Top 100 Arab Region Universities - U.S.News & World Report). Elle forme des cadres dans les domaines de commerce et de gestion, débouchant sur les métiers de comptabilité et de la finance, de gestion des ressources, d’audit et de contrôle de gestion et de conseil en management des organisations.

## Programmes d'études

### Cursus Cycle Normal
L'admission peut se faire sur la base de deux concours : 
- Le Test d'Admissibilité à la Formation En Management (TAFEM) après le baccalauréat
- Le Concours National d’Accès aux Écoles de Management (CNAEM) pour les étudiants des deux options des classes préparatoires économiques et commerciales :
  - Économie et Commerce, option Scientifique ou ECS
  - Économie et Commerce, option Technologique ou ECT

La formation s'étale sur 5 ans (10 semestres). Les trois premières années d’études constituent le tronc commun destiné à l'acquisition d'une formation sur les différentes disciplines en commerce et gestion. En 4e année, les étudiants ont le choix entre les deux filières commerce ou gestion.En Semestre 8, les étudiants optent pour l'une des options cités dans le tableau ci-dessous
| Les options en filière de commerce | Les options en filière gestion    |
| ---------------------------------- | --------------------------------- |
| - Marketing et action commerciale  | - Audit et contrôle de gestion    |
| - Commerce international           | - Gestion financière et comptable |
|                                    | - Gestion des ressources humaines |